# Bucheon
Bucheon é uma cidade da província sul-coreana de Gyeonggi-do. Com 850.731 habitantes, é a sexta maior cidade da Região Metropolitana de Seul.

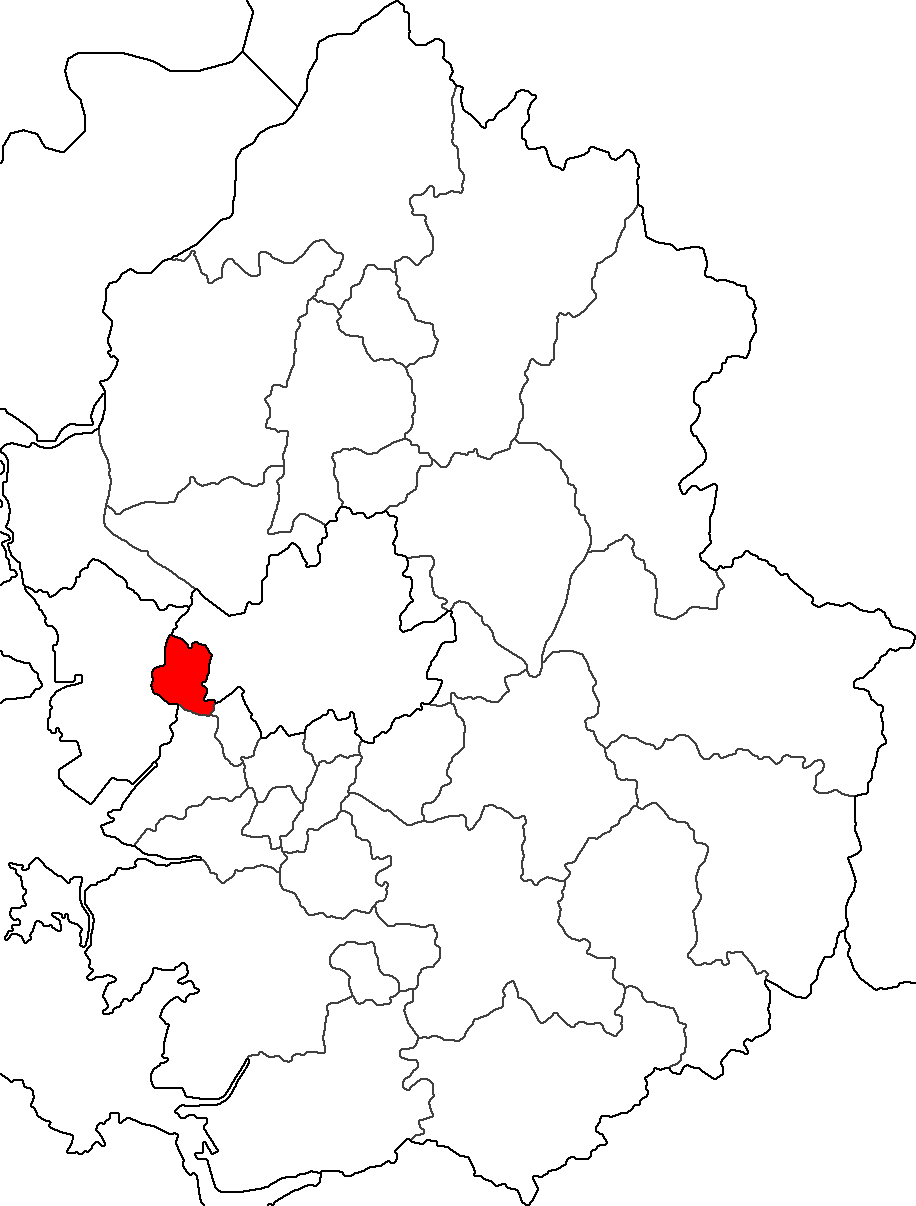
Localização da província de Bucheon.